# Văn Nhuệ
Văn Nhuệ là một xã thuộc huyện Ân Thi, tỉnh Hưng Yên, Việt Nam.

## Địa lý
Xã Văn Nhuệ nằm ở phía đông huyện Ân Thi, có vị trí địa lý:
- Phía đông giáp tỉnh Hải Dương ranh giới tự nhiên là sông Kẻ Sặt
- Phía tây giáp xã Nguyễn Trãi và xã Hoàng Hoa Thám
- Phía nam giáp xã Đa Lộc và xã Nguyễn Trãi
- Phía bắc giáp tỉnh Hải Dương và xã Hoàng Hoa Thám ranh giới tự nhiên là sông Kẻ Sặt.

Xã Văn Nhuệ có diện tích 6,05 km², dân số năm 2019 là 5.023 người, mật độ dân số đạt 830 người/km².

## Giao thông
Xã Văn Nhuệ có tỉnh lộ 200D chạy qua.